# イバン・バランチェク
イバン・バランチェク（Ivan Baranchyk、男性、1993年1月24日-）は、ベラルーシのプロボクサー。ロシアアムールスク出身。元IBF世界スーパーライト級王者。

## 来歴
2016年8月13日、ディベイラ・エンターテイメントと共同プロモートの形でホーデン・プロダクションズとプロモート契約を交わした。
2016年9月23日、オクラホマ州マイアミのバッファロー・ラン・カジノで王志敏とUSBA及びWBC全米スーパーライト級王座決定戦を行い、10回3-0（99-91、2者が100-90）の判定勝ちを収め両王座を獲得した。
2017年2月10日、オクラホマ州マイアミのバッファロー・ラン・カジノでアベル・ラモスと対戦し、10回3-0（99-91、97-92、97-93）の判定勝ちを収めUSBA王座の初防衛に成功した。
2018年3月9日、サウスダコタ州デッドウッドのデッドウッド・マウンテン・グランドでピーター・ペトロフとIBF世界スーパーライト級挑戦者決定戦を行い、8回1分12秒TKO勝ちを収めミゲル・アンヘル・ガルシアへの挑戦権を獲得した。
2018年7月20日、バランチェクはWorld Boxing Super Seriesシーズン2のスーパーライト級トーナメントに第4シードに選ばれ、アンソニー・イギットとのIBF世界スーパーライト級王座決定戦がトーナメントに組み込まれた。
2018年10月27日、ルイジアナ州ニューオーリンズのレイクフロント・アリーナでアンソニー・イギットとIBF世界スーパーライト級王座決定戦を行い、7回終了時にイギットが棄権した為TKO勝ちとなり王座を獲得した。
2019年5月18日、グラスゴーのThe SSE HydroでのWBSS準決勝でWBC世界スーパーライト級シルバー王者ジョシュ・テイラーと対戦し、12回0-3（109-117、2者が111-115）の判定負けを喫し初防衛に失敗し準決勝で敗退、王座から陥落した。
2019年10月5日、ニューヨークのマディソン・スクエア・ガーデンでガブリエル・ブラセロとWBAインターコンチネンタルスーパーライト級王座決定戦を行い、4回1分30秒TKO勝ちを収め王座を獲得した。
2020年10月3日、ラスベガスのMGMグランド内ザ・バブルでホセ・セペダとWBC世界スーパーライト級シルバー王座決定戦を行い、5回2分50秒KO負けを喫し王座を獲得出来なかった。

## 獲得タイトル
- ベラルーシウェルター級王座
- WBC全米スーパーライト級王座
- USBA全米スーパーライト級王座
- IBF世界スーパーライト級王座（防衛0）
- WBAインターコンチネンタルスーパーライト級王座